# Type 096
Type 096 of Type 09VI (NAVO-codenaam: Tang-klasse)
is een Chinese kernonderzeeër met JL-3 ballistische raketten van de Marine van het Volksbevrijdingsleger tegen 2030 in aanbouw als grotere opvolger van het Type 094.
In november 2023 was hij te zien op satellietfoto’s van de scheepswerf in Huludao.